# Penetracja (wytrzymałość materiałów)
Penetracja – właściwość fizyczna materiałów bitumicznych. W Polsce badanie odbywa się zgodnie z zeuropeizowaną, Polską Normą: PN-EN 1426:2001. Do badania penetracji używa się penetrometru. Interpretacją penetracji jest głębokość, na jaką zanurza się w badanym materiale bitumicznym znormalizowana igła penetracyjna o masie 100 g w temperaturze 25 °C, w ciągu 5 s. Wartością penetracji jest liczba bezwymiarowa odpowiadająca 0,1 mm.